# Djurgårdsbrunns värdshus

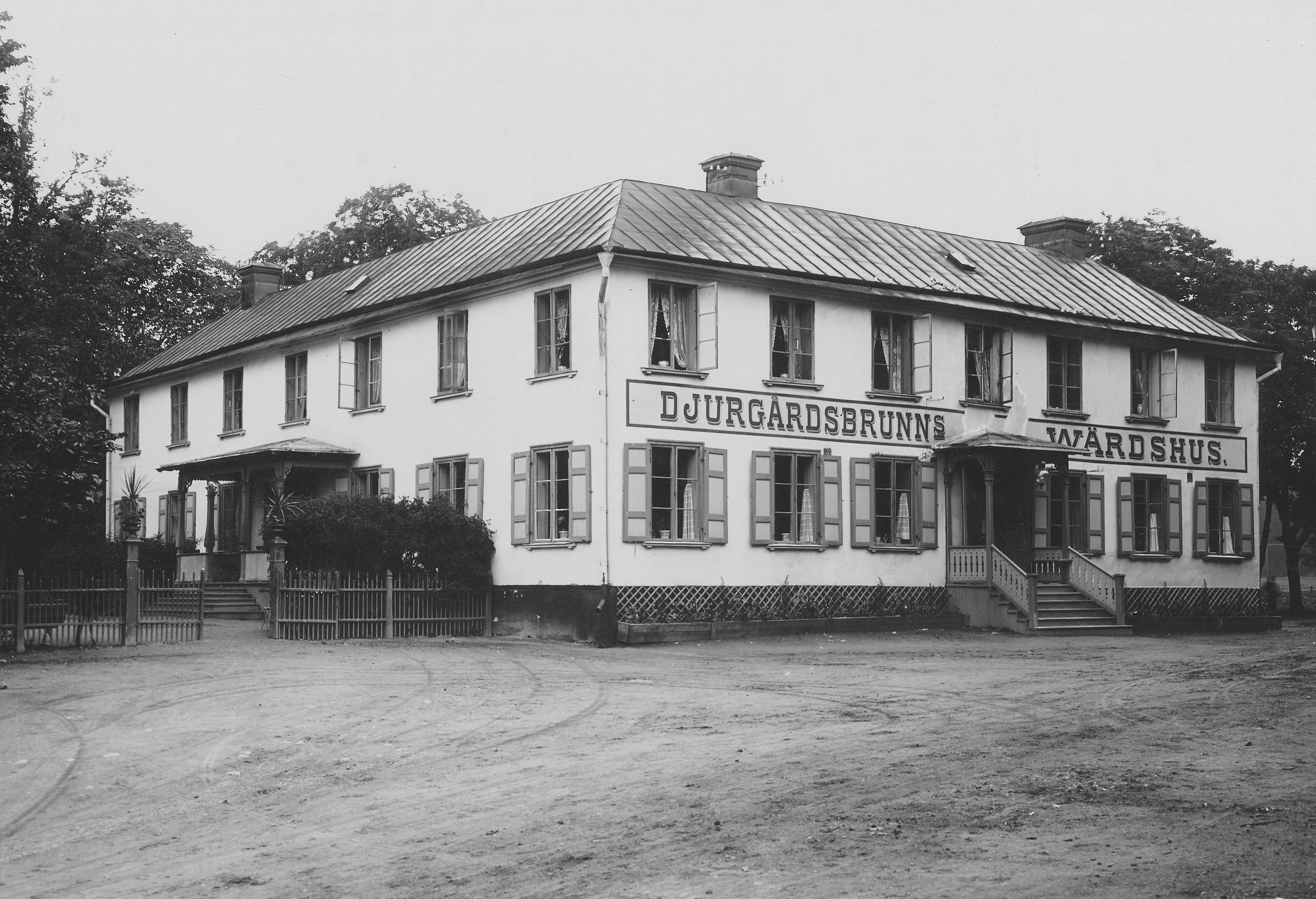
Djurgårdsbrunns Wärdshus, cirka 1900.

Djurgårdsbrunns värdshus (även stavat Djurgårdsbrunns Wärdshus) är en restaurang belägen vid Djurgårdsbrunnsvägen 68 på Södra Djurgården i Stockholm.

## Historik
Den ursprungliga anläggningen har anor från 1742 då byggnaderna för Djurgårdsbrunn uppfördes, bland annat Brunnsgården och Apotekshuset. Initiativtagare var medicine doktor Herman Lithén som den 5 juni 1742  fick  privilegium att: ”vid hälsobrunnen å Kongl. Maj:ts Djurgård få till brunnsgästernas bekvämlighet samt dess egen och de övriga brunnsbetjäntes förnödenhet uppsätta några nödiga hus och byggnader, nämligen ett badhus, ett fattighus, ett hus för samtliga brunnsgästerna och ett för sin egen och brunnsbetjäningen samt även ett värdshus”.
Värdshuset hade sin glansperiod på 1830- och 1840-talen när Djurgårdsbrunnskanalen anlades och området blev attraktivt för besökare. Den ursprungliga byggnaden brann ner 19 februari 1987 och numera återstår bara en mindre del (nuvarande Djurgårdsbrunns restaurang) som tidigare var en tillbyggnad till 1700-talets värdshus. Kvar finns även Apotekshuset på andra sidan Djurgårdsbrunnsvägen, där Herman Lithén bodde och hade ett apotek här. Idag finns här sommarkaféet Apotekskiosken. 
Mellan 2002 och 2006 nyttjades byggnaden av Magasin 3 Projekt Djurgårdsbrunn som var ett initiativ av konstmuseet Magasin III och vars syfte var att skapa en ny konst- och kulturscen. Från 2007 till 2020 drevs Djurgårdsbrunns restaurang av Bockholmengruppen som har tio restauranger i Stockholm med omgivning, inklusive Bockholmen Hav & Restaurang på Bockholmen.

Historiska bilder
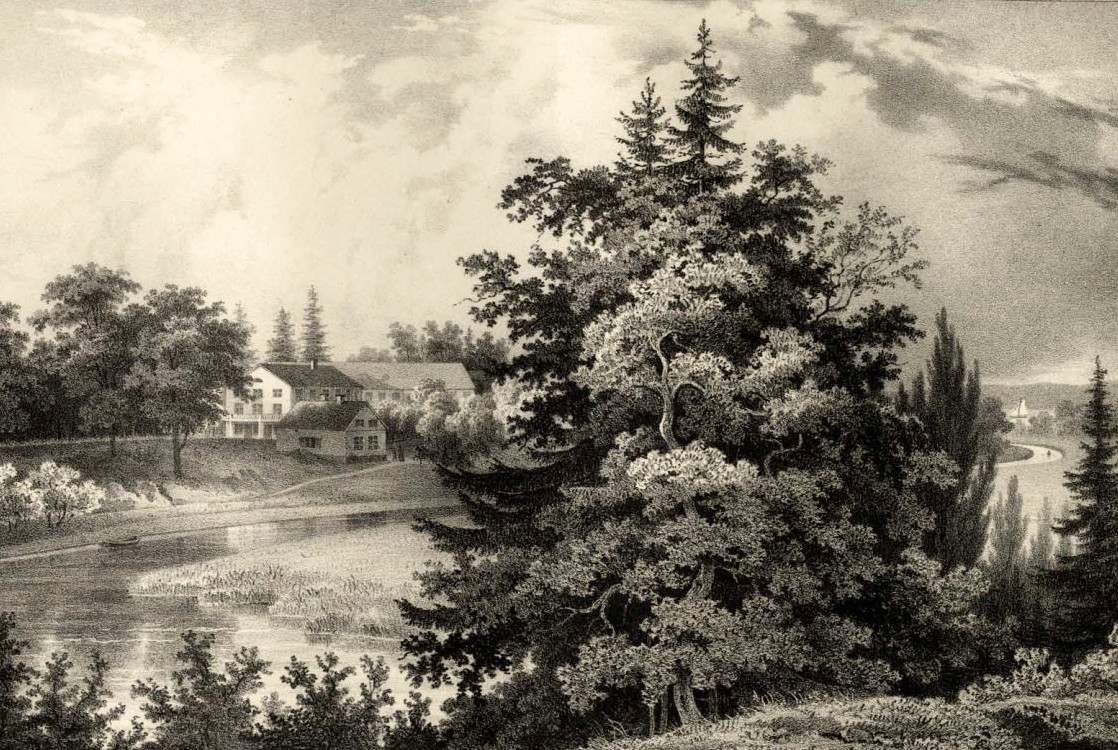
Värdshuset på 1830-talet
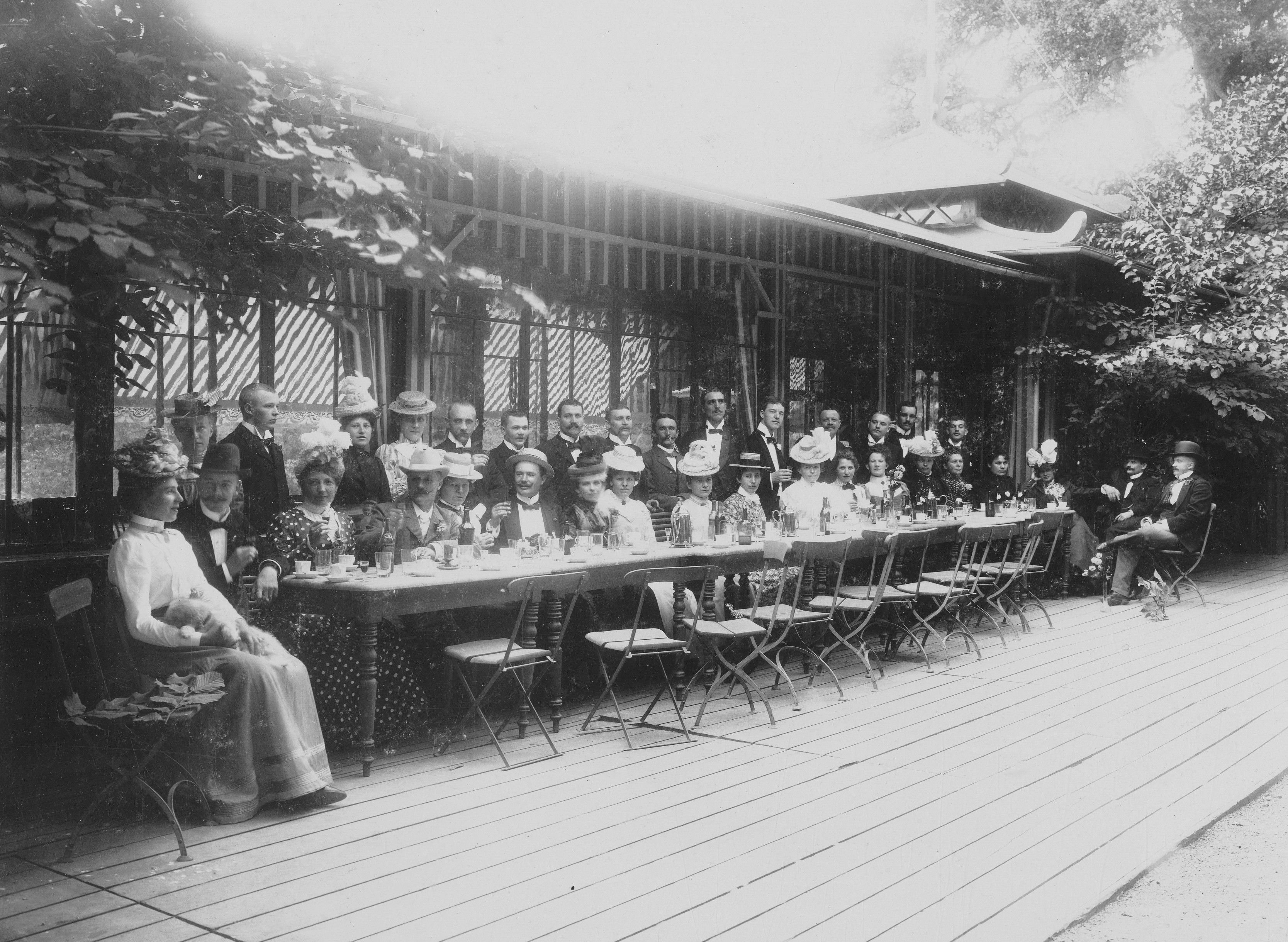
Verandan kring sekelskiftet 1900
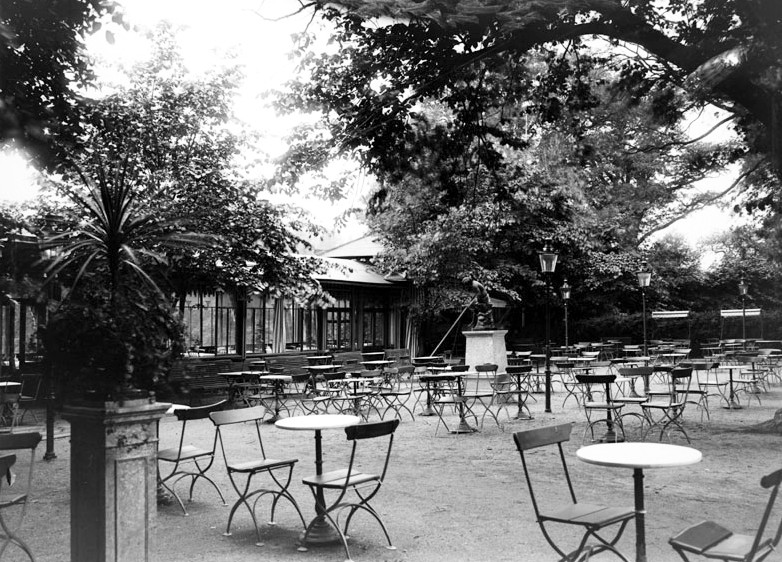
Uteserveringen på 1910-talet
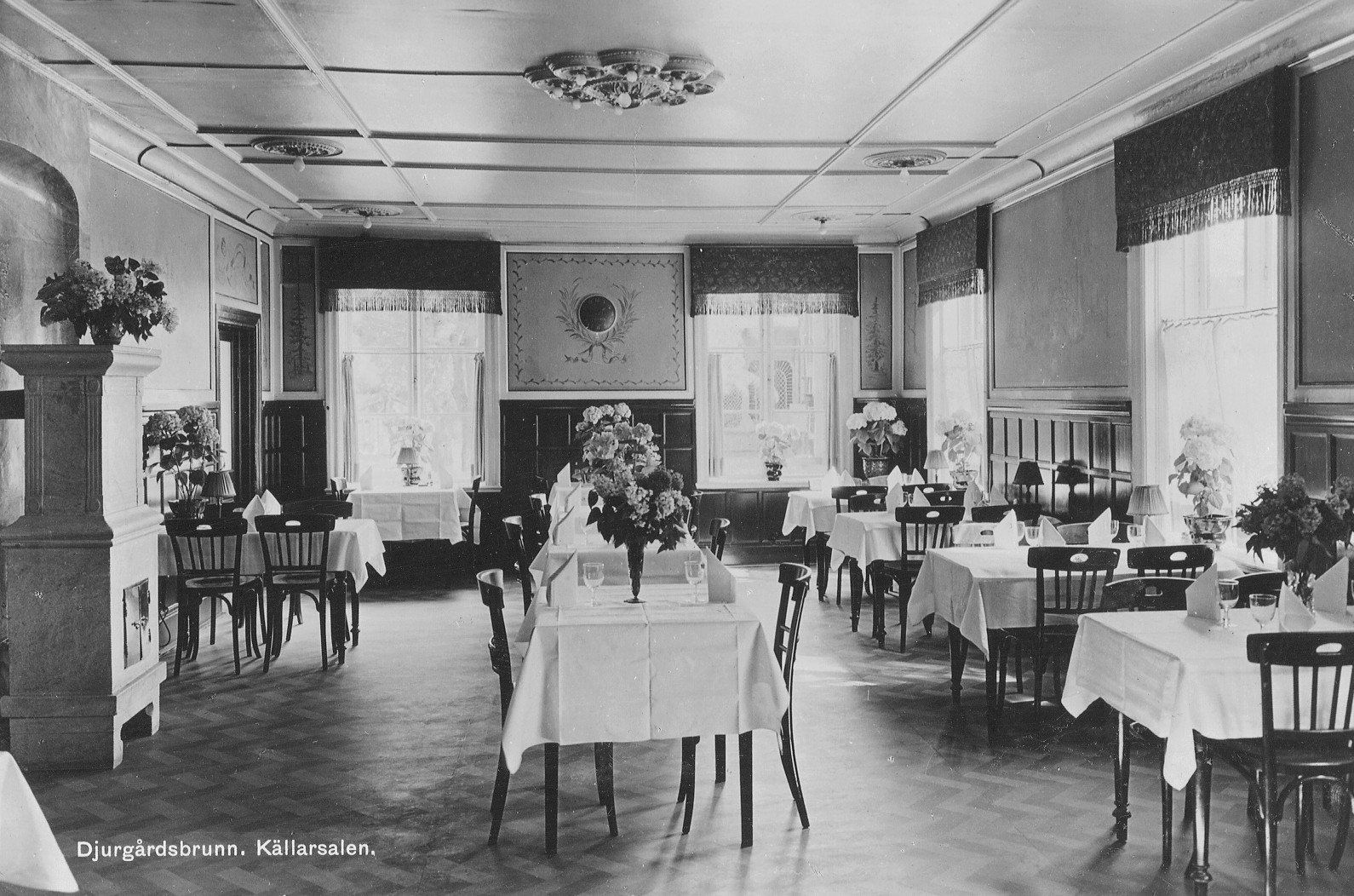
Källarsalen på 1930-talet

Nutida bilder
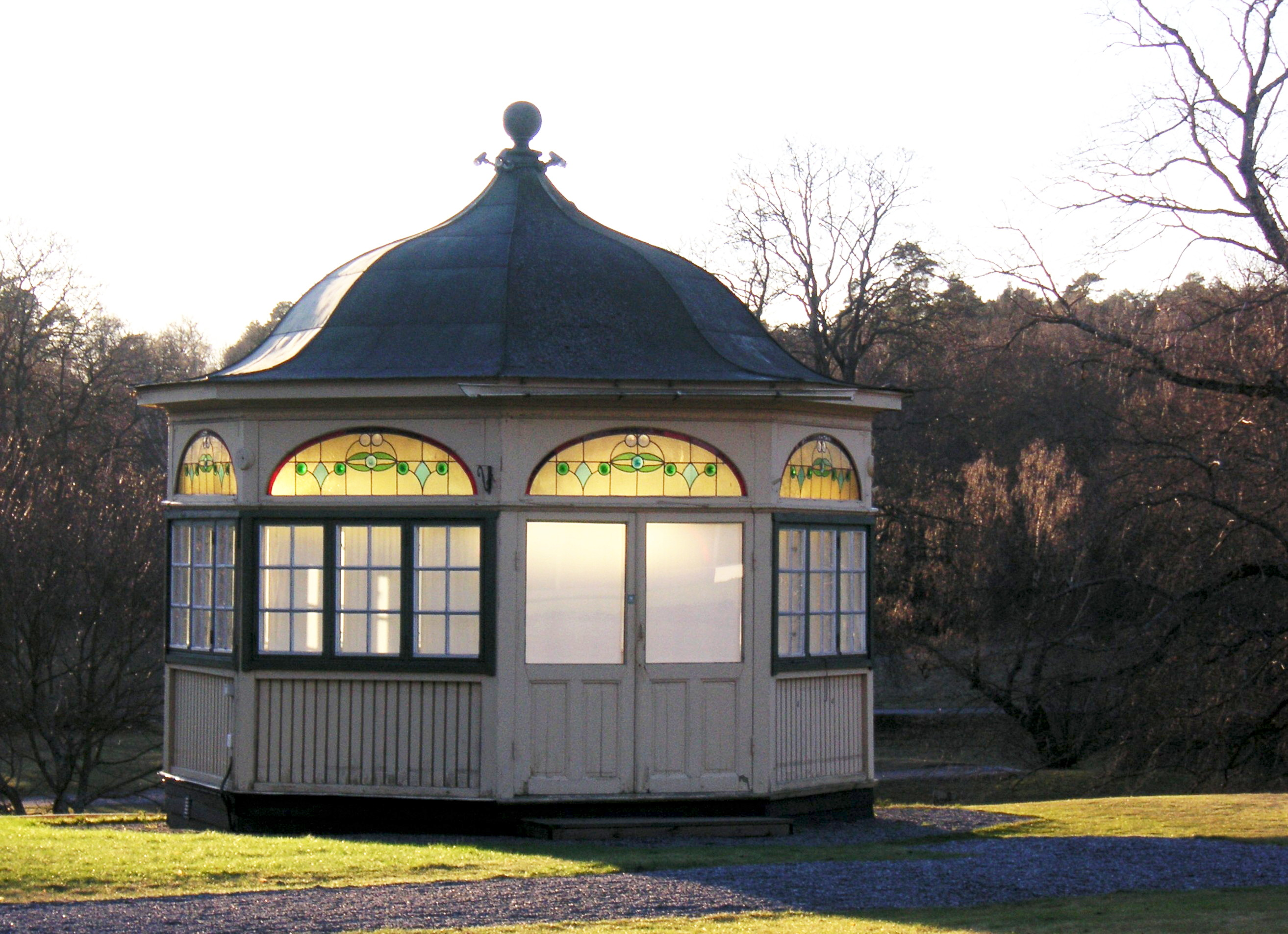
Värdshusets paviljong, före detta vattenkiosken, 2005
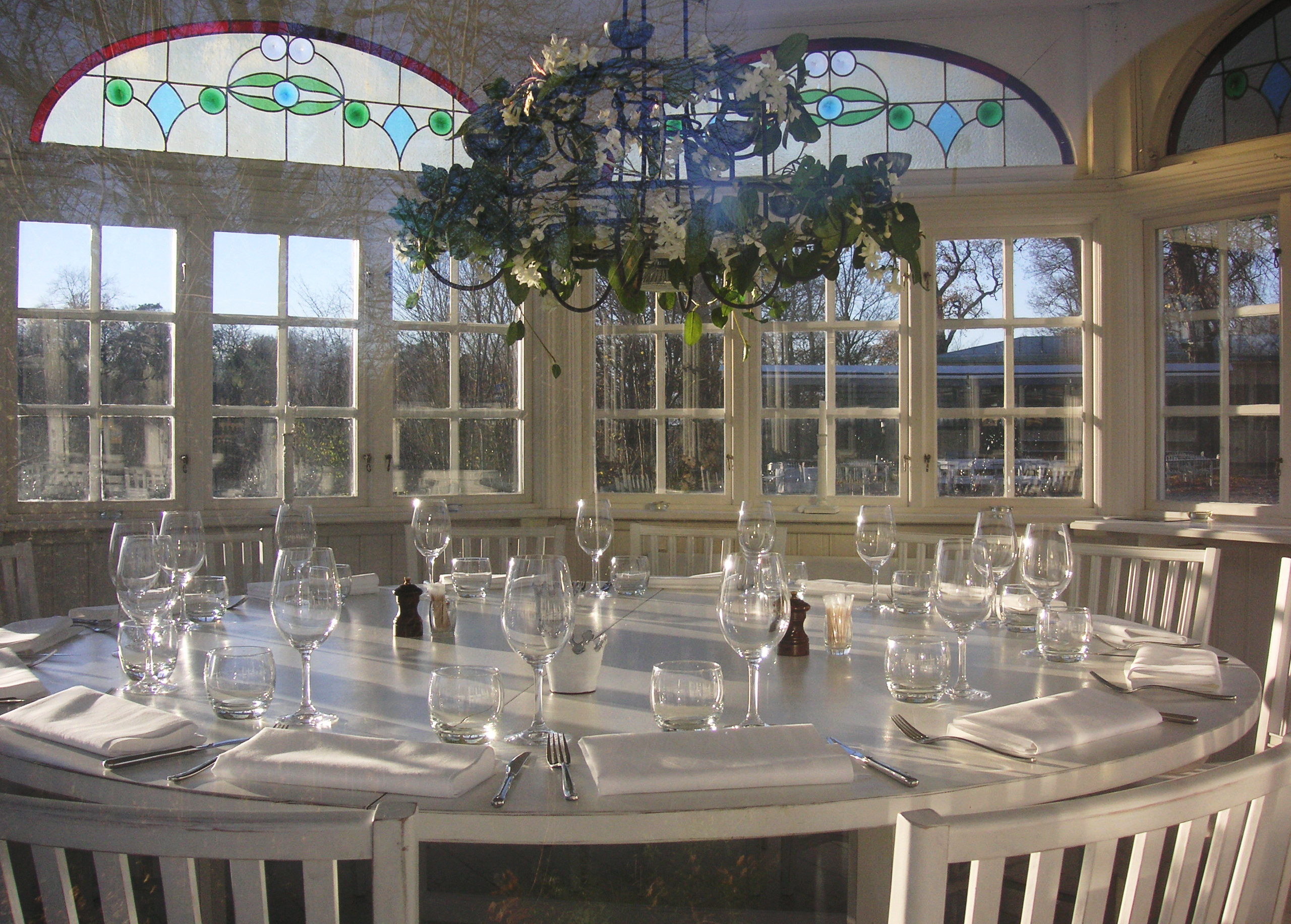
Dukning i paviljongen, 2007
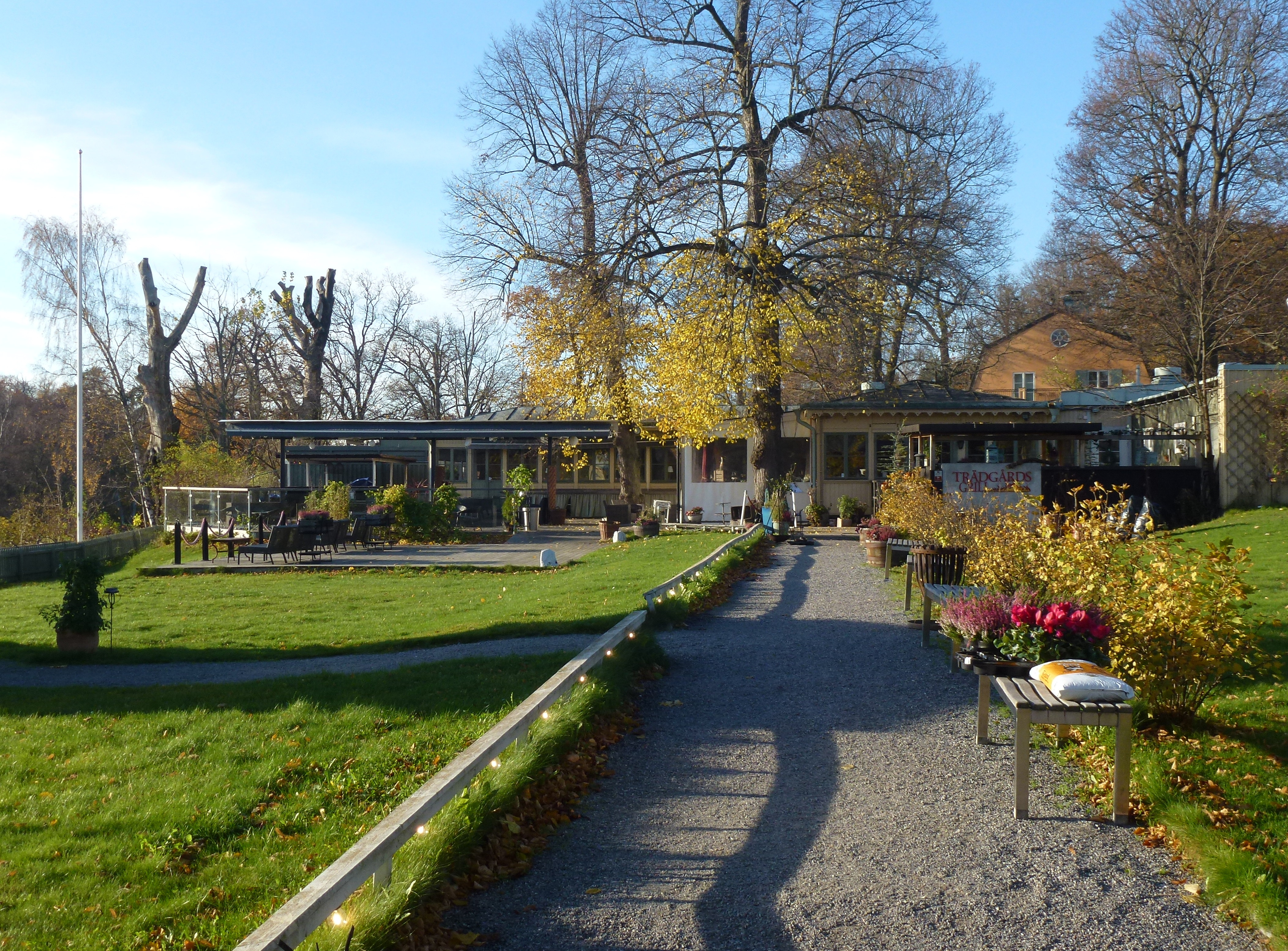
Restaurang Djurgårdsbrunn, 2014
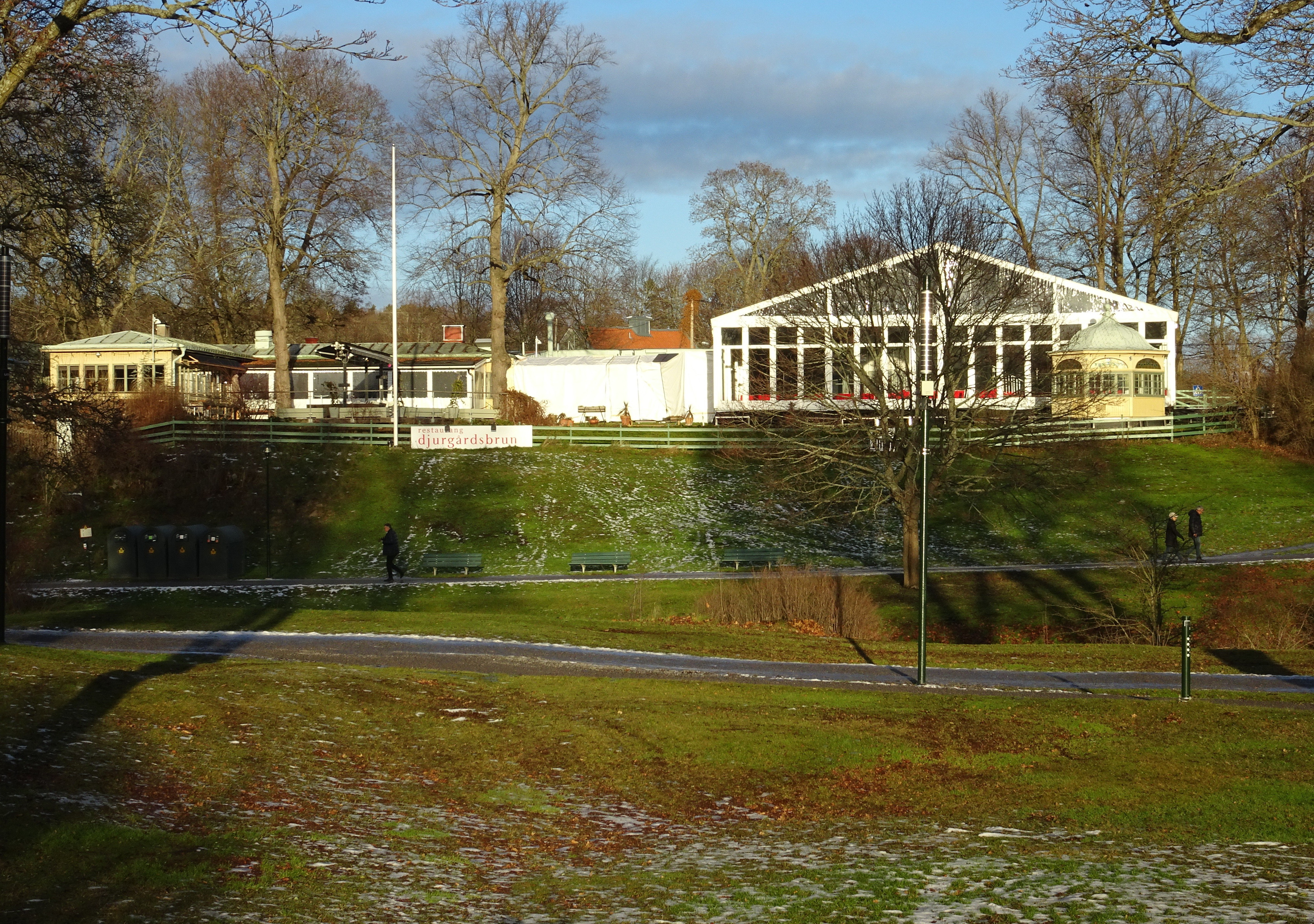
Tillfälliga verandan till höger, 2019